# دریژان بالا
دریژان بالا، روستایی تاریخی و باستانی از توابع بخش مرکزی شهرستان دورود در استان لرستان ایران است.ایل زندیه شامل هفت طایفه میباشد. لشنی .زند . عبدالملکی . کرزه بر . گایینی . سعدوند . کلهر .
معدن چینی ازنا (دریژان در مجاورت این روستا واقع شده است. معدن سنگ چینی ازنا جزو مهمترین معادن سنگ کشور محسوب می شود. همانطور که از نام آن پیداست این معدن از توابع استان لرستان در۲۴ کیلومتری شهرستان دورود قرار دارد.که در ابتدا توسط حاج قنبر رحیمی معروف به ارباب قنبر به بهره برداری رسید. سنگ چینی ازنا با نام سنگ چینی ارباب نیز شناخته می‌شود.  و محدوده تالک نیز توسط مهندس نیما جلالی زاده در سال 1394 کشف شد و به بهره برداری رسید.  از معدن سنگ چینی ازنا این سنگ ها را به صورت خام یا کوپ ( به صورت اسلب یا تایل )  و برشی استخراج می کنند. به طوری که از لحاظ رنگ با هم تفاوتی ندارند، در واقع با استفاده از چندین تخته کار مختلف؛ برش سنگ ها در ابعاد مختلف انجام می شود .همچنین در حین فرآیند استخراج سطح  آن را صیقل می دهند یا با رزین می پوشانند تا سنگ ها بتوانند وزن خود را در ابعاد بزرگ تحمل کنند و نشکنند. خوب است بدانیم که این سنگ ها را به کشورهای خارجی صادر می کنند. سنگ چینی ازنا  در بازار های جهانی مثل اسپانیا، روسیه و ترکیه کاملا شناخته شده است.(بخاطر اسلب قابل قبول و بزرگی که دارد)

## کرزه بر_ ایل زندیه
طبق نوشته میرزا غلامحسین خان افضل الملک که از نوادگان کریمخان زند بود سال 1248 شمسی مصادف با 1286 قمری رساله ای را در شهر قم نگارش کرد با عنوان (تاریخ و جغرافیای قم) و آن را به اعتمادالسلطنه وزیر دارالتالیف اهدا کرد.
ایل زندیه بعد از فروپاشی سلسله پادشاهی کریمخان زند به دستور آقامحمدخان قاجار از شهر شیراز به شهر قم تبعید شدند.
اینها هفت طایفه می باشند که کلا جزو زند محسوب می شوند و هر دسته را به اسامی مختلف می نامند.
1 - طایفه زندیه : از احفاد و اقربا و اقوام کریمخان زند هستند که مدت 50 سال در ایران سلطنت کردند
2 - طایفه گائینی : از هفت طایفه که در قم جزو زندیه است ، قشلاق آنها از قم تا پل دلاک ساوه است و ییلاق آنها به سمت شاهسون است.
3 - طایفه کُرزه بُر : از هفت طایفه که در قم جزو زندیه است . از سکنه شهر هستند شتر و گوسفند ندارد ، اکثر آنها صاحب مکنت و ثروت و سمت بوده ، در حدود جعفر آباد مالک می باشند ، خوش حالتند.
4 - طایفه سعدوند : از هفت طایفه که در قم جزو زندیه است . در کنار قنوات بیرون شهر و قلعه های قم سکنا دارند ، مراتع آنها در محدوده قلعه مومن آباد و حاجی آباد قم است.
5 - طایفه لشنی : دیگر طایفه ای که در قم جزو زندیه است . ساکن شهر هستند ، در جزو مالیات قدیم مالیات داشتند ، ییلاق و قشلاق نمی کنند.
6 - طایفه کلهر : از هفت طایفه که در قم جزو زندیه است . از طوایف قدیم ایران هستند ، این طایفه از جمیع عشایر ایران شجاع تر و دلدارترند.
7 - طایفه عبدالملکی : دیگر از هفت طایفه ساکن قم که جزو زندیه هستند . از سکنه شهر هستند و جمعیت آنها از سایر ایلات کمتر است ، مراتع آنها در طرف تارج است.
(افضل الملک ، غلامحسین ، تاریخ و جغرافیای قم ، انتشارات وحید)

## جمعیت
این روستا در دهستان ژان قرار دارد و براساس سرشماری مرکز آمار ایران در سال ۱۳۸۵، جمعیت آن ۲۹۵ نفر (۷۲خانوار) بوده‌است.